# Ідзу-Оґасаварський жолоб
29°39′00″ пн. ш. 142°41′00″ сх. д. / 29.65° пн. ш. 142.68333333° сх. д.
І́дзу-Оґасава́рський жолоб (яп. 伊豆・小笠原海溝) — океанічний жолоб в західній частині Тихого океану. Жолоб простягається від Японії, по групах островів Ідзу й Оґасавара, до північної частини Маріанського жолоба. Ідзу-Оґасаварський жолоб є продовженням Японського жолоба. Тут відбувається субдукція Тихоокеанської плити під Філіппінську, створюючи Ідзу-Оґасаварсько-Маріанську острівну дугу. Найглибша точка — 9780 м.

## Цікаві факти
Восени 2022 року, вчені з Австралії та Японії зняли на відео морських слимаків сімейства морських променеперих риб з загону скорпеноподібних (роду Pseudoliparis), які мешкають на рекордній глибині в Ідзу-Оґасаварський жолобі. Як пише IFLScience, унікальність зйомки в тому, що рибу вдалося зафіксувати на глибині 8336 метрів. Таким чином, було побито рекорд 2017 року, коли морського слимака зняли у Маріанській западині на глибині 8178 метрів.